# Empire Earth II: The Art of Supremacy
Empire Earth II: The Art of Supremacy (tạm dịch: Đế quốc Địa cầu 2 - Nghệ thuật Bá quyền) viết tắt EE II: AOS hoặc AOS, là phiên bản mở rộng chính thức của trò chơi máy tính thuộc thể loại chiến lược thời gian thực Empire Earth II ra mắt năm 2005. Game được phát hành vào ngày 15 tháng 2 năm 2006 do hãng Mad Doc Software phát triển, The Art of Supremacy giới thiệu các tính năng mới cho Empire Earth II. Một trong số những bổ sung mới dành cho Empire Earth II là bốn nền văn minh mới và vài tính năng mới khác. Thêm vài phần chiến dịch chủ yếu xoay quanh cuộc chiến tranh Napoleon, Ai Cập cổ đại và sau cùng là một chiến dịch tương lai tập trung vào người Maasai.
The Art of Supremacy được phát triển bởi hãng Mad Doc Software, nhà sản xuất của Empire Earth II, và được tái phát hành với Empire Earth II trong phiên bản gộp Empire Earth II: Platinum Edition. The Art of Supremacy bị các nhà phê bình đánh giá tầm thường với mức điểm trung bình chỉ có 61% theo GameRankings.

## Cách chơi
Xem Cách chơi Empire Earth II.
Hầu hết lối chơi vẫn được giữ nguyên, nhưng nhà phát triển đã thực hiện một vài sửa đổi nhằm làm cuộc chơi thú vị hơn như thêm vào các bộ tộc thổ dân. Các bộ tộc đó đơn giản chỉ là dân cư sống tại một địa điểm nhỏ nào đó ở trên bản đồ, họ không xây dựng thành các quốc gia, nhưng người chơi có thể xâm chiếm hoặc thực hiện các mục đích khác như buôn bán. Trên chiến trường, tất cả các đơn vị đều có khả năng trở thành anh hùng (hero), khi được sử dụng thường xuyên đạt được điểm kinh nghiệm đến ngưỡng trở thành anh hùng thì sẽ được thưởng thêm vào chỉ số chiến đấu của mình hoặc làm tăng sức mạnh cho các đơn vị ở xung quanh.
Yếu tố quan trọng nhất trong game là các nhà hoạch định chiến sự giờ đây lại làm việc cho chính lực lượng của người chơi. Bộ phận này mới đầu được thiết kế để các liên quân cùng di chuyển đồng bộ, để người chơi có thể vẽ một mũi tên chỉ ra hướng tấn công, đồng thời đề nghị các đồng minh dựng một trục tấn công. The Art of Supremacy tập trung cải thiện lực lượng sắp đặt kế hoạch để người chơi có thể dễ dàng ra lệnh cho các đội quân theo cách này. Nếu có nhiều đội quân nhỏ, người chơi có thể sắp xếp đường đi nước bước của họ ngay trên bản đồ và ra lệnh tiến quân đồng thời, chứ không còn phải nhấn vào từng đội quân mà ra lệnh. Cách thức này sẽ khiến cho người chơi thực hiện cuộc tổng tiến công một cách hiệu quả.
Còn nếu không thích bất kỳ nền văn minh sẵn có nào, người chơi có thể tận dụng chức năng chỉnh sửa tùy theo ý thích. Người chơi tự do lựa chọn một cái tên và vùng lãnh thổ nào đó cho lực lượng mà mình thích, rồi chọn thuộc tính đặc trưng, ví dụ như bộ binh hạng nặng có thể làm tăng 10% máu cho các đơn vị quân. Sau đó, người chơi sẽ lựa ra 3 nhóm đặc nhiệm từ các đội quân đó và xác định cây công nghệ. Thậm chí trong game còn có cách thức tạo ra một loạt các thành phố và vùng lãnh thổ với cái tên mà người chơi tự đặt.
Ngoài ra game còn có thêm ý tưởng "vòng xoáy chiến tranh", theo đó người chơi sẽ lãnh đạo một đội quân để chiến đấu và tranh giành thế thượng phong đối với một địch thủ khác. Tuy nhiên, thay vì diễn ra trên một bản đồ, cơ chế "vòng xoáy" này được thể hiện trên 3, thậm chí chín bản đồ. Nếu thắng, người chơi sẽ đẩy lùi địch thủ còn nếu thua, đối phương sẽ đẩy người chơi về phía quê nhà hơn. Nhưng có một nguyên tắc là nếu căn cứ nơi quê nhà còn thì quân đội vẫn còn và do đó, địch thủ sẽ luôn dồn bước để tấn công cho đến khi chiếm được mới thôi.

### Chơi mạng
Sự thay đổi có tầm ảnh hưởng mạnh mẽ ở trong chế độ chơi mạng của The Art of Supremacy. Một người chơi có quyền yêu cầu sự trung thành của một người khác, nếu chấp nhận, người kia sẽ trở thành chư hầu cho người yêu cầu và quân đội của chư hầu sẽ được người yêu cầu sử dụng khi cần thiết, còn ngược lại, sự từ chối sẽ dẫn đến khả năng dẫn đến một cuộc chiến xâm lược từ phía có lực lượng mạnh hơn và có ý đồ thôn tính, mà thường là người yêu cầu. Hai dạng chơi mới được đưa vào chế độ chơi mạng là Tug of War và Territory Hotspots. Với Tug of War, người chơi phải đẩy lùi tầm ảnh hưởng của người khác và đánh bại người đó, trong khi Territory Hotspots chủ yếu là thực hiện các nhiệm vụ tức thì do game đặt ra.
Khi không thích chiến dịch hay các trận đại chiến, người chơi có thể tận hưởng chế độ khởi động nhanh mới được thêm vào dành cho cơ chế nhiều người và giao tranh. Khởi động nhanh là cách bỏ qua phần xây dựng căn cứ và luyện quân. Trước đây, những yếu tố cơ bản này của game chiến thuật đã gây khó khăn cho chế độ chơi nhiều người. Còn bây giờ, người chơi sẽ nhận được một số điểm ngay từ khi mới bắt đầu để mua các đơn vị quân và nhà cửa để bắt đầu chặng đường binh nghiệp được nhanh chóng hơn. Hơn nữa, người chơi còn có thể tạo những mô hình cho khi mới bắt đầu và dùng đi dùng lại trong chế độ chơi nhiều người và giao tranh, nhưng mỗi mô hình tự chọn chỉ dùng cho một thời kỳ nào đó. Ví dụ: người chơi sẽ tạo được một lực lượng quân cổ đại khi mà trò chơi bắt đầu ở thời kỳ đồ đá, còn quân đội cơ giới thì sẽ dùng trong thời hiện đại.

## Chiến dịch mới
Để biết thêm thông tin chi tiết xem Chiến dịch Empire Earth II.
Bản mở rộng thêm vào hai nền văn minh mới ở phương Tây là Pháp và Nga, hai ở châu Phi là Zulu và Maasai với vai trò rất lớn trong lịch sử. Game thủ sẽ được tham gia vào 3 chiến dịch khổng lồ, mỗi chiến dịch có 5 nhiệm vụ, cùng hai trận đại chiến mang tính bước ngoặt. Ba chiến dịch hoàn toàn mới tác động trực tiếp lên hầu hết các dân tộc với hai chiến dịch xảy ra ở châu Phi. Chiến dịch mới thứ nhất được đặt trong bối cảnh chiến tranh Napoleon, nơi tung hoành của Pháp và Nga. Chiến dịch thứ hai tập trung vào miền đất nằm giữa hai nền văn hóa của Ai Cập cổ đại có liên quan đến các vị Pharaon, dù rằng điều đó thật sự không đúng về mặt lịch sử. Chiến dịch cuối cùng lấy bối cảnh ở Maasai, một quốc gia mới ở châu Phi trong tương lai, do sở hữu một nguồn tài nguyên mới rất có giá trị khiến cho các thế lực lớn mạnh đều dòm ngó và can thiệp vào nơi này, nên buộc người dân nơi đây phải tiến hành cuộc chiến tranh bảo vệ tổ quốc và đánh đuổi ngoại bang.
Các trận đại chiến thể hiện những biến cố lớn trong lịch sử, đó là cuộc chiến tại cứ điểm Rorke's Drift, phòng tuyến cuối cùng của quân đội Anh trước hàng ngàn chiến binh Zulu nhằm giành quyền kiểm soát châu Phi giữa Zulu, cũng là một quốc gia mới với Anh với đặc điểm là quân số của Zulu tuy đông đảo nhưng lại có phần yếu thế trước các họng súng trường của quân Anh. Biến cố thứ hai đặt trong bối cảnh trận Kursk của Đại chiến II, trận chiến xe tăng lớn nhất trong lịch sử thế giới, một trong những chiến trường lớn nhất trong chiến tranh thế giới lần hai giữa Đức và Nga, với sự có mặt của khoảng 6000 chiến xa và 2 triệu quân, cũng được tái hiện lại. Người chơi được tùy ý lựa chọn phe mà mình muốn cầm quân để đánh dấu cột mốc suy yếu của Đức Quốc xã hoặc thay đổi lịch sử thế giới. 

### Phe Ai Cập
Chiến dịch Ai Cập tập trung vào khoảng thời gian từ năm 2183 TCN đến 2152 TCN, xoay quanh vào một trong những viên tướng đáng tin cậy nhất của Pharaon. Trong chiến dịch này, người chơi sẽ phải tiến hành một loạt các nhiệm vụ, bao gồm cả việc đánh bại các bộ lạc thổ phỉ và tiêu diệt các giáo phái tôn giáo, sau cùng tuyên chiến với kẻ thù không đội trời chung trong nhiệm vụ cuối cùng. 

### Phe Nga
Chiến dịch của Nga diễn ra vào khoảng 1805-1813 trong thời kỳ chiến tranh Napoleon. Nhân vật chính là Sa hoàng Aleksandr I của Nga, vị "Sa hoàng của toàn nước Nga". Hầu hết các màn chơi đều tập trung vào việc giao nguồn tài nguyên cho lực lượng đồng minh, do đó người chơi có thể xây dựng quân đội cho riêng mình để đánh bại quân đội Pháp dưới trướng Napoleon. Điều này xảy ra trong màn chơi thứ hai và cuối cùng chính là nơi mà Napoleon đã xâm chiếm nước Nga. Một chiến lược ưa thích của người chơi trong màn chơi này là sử dụng một chiến lược tương tự như chính sách "vườn không nhà trống" được người Nga sử sụng trong cả hai cuộc chiến tranh Napoleon và Chiến tranh Vệ quốc vĩ đại (Thế chiến II).

### Phe Maasai
Chiến dịch Maasai diễn ra trong tương lai gần, đặc biệt là từ mùa hè năm 2037 đến mùa xuân năm 2039. Toàn bộ chiến dịch tập trung vào chủ đề tự do, trong chiến dịch này thì các tập đoàn tham lam đã xúi giục các bộ lạc khác nhau ở Kenya đứng lên chống lại nhau hòng tranh đoạt nguồn tài nguyên quý hiếm mới vừa phát hiện. Cuối cùng, người Maasai đã giành đủ sức mạnh để tiến hành chiến tranh giải phóng Kenya từ sự hỗn loạn của thảm họa này, để rồi châu Phi trở thành diễn viên chính trên sân khấu toàn cầu.

## Đón nhận
| Nơi đánh giá      | Điểm số |
| ----------------- | ------- |
| Eurogamer         | 6/10    |
| GameSpy           | 2/5     |
| GameSpot          | 5.4/10  |
| Strategy Informer | 5.8/10  |

The Art of Supremacy chỉ được đánh giá tầm trung bình, với mức điểm trung bình khoảng 57% từ giới phê bình. Tuy nhiên, game được khen ngợi về lối chơi và các tính năng mới. Một số các nhà phê bình không hài long; GameSpot chấm game điểm 5.4/10, nói rằng "nền văn minh Pháp và Nga cũng sa lầy như bao game RTS khác; quá nhiều thứ dư thừa và kết thúc một cách thích hợp hơn sẽ được cung cấp trong bản vá lỗi hoặc trong bản gốc Empire Earth II, rất nhiều loại quy tắc vụn vặt đều tỏ ra vô dụng". GameSpy tỏ ý chê bai chỉ chấm game 2/5 sao và nói rằng "các nền văn minh chung, mục chơi mạng mới không mấy hứng thú; lờ thuyết minh phần chiến dịch tệ hại và cương điệu bản đồ". Strategy Informer cho số điểm trung bình 5.8/10, nói rằng "Thật không may, ấn tượng toàn diện qua bản mở rộng này để lại thực sự không có mấy điểm nhấn cả". Eurogamer chấm điểm 6/10 và nói rằng các game chiến thuật khác có mảng đồ họa cao cấp để rồi sau đó "vọt lên bản mở rộng thì chợt nhận ra rằng nó trông nhìn thực sự, thực sự cũ kỹ".